# Parafia św. Mikołaja w Mierzynie
Parafia św. Mikołaja w Mierzynie – parafia rzymskokatolicka, znajdująca się w archidiecezji częstochowskiej, w dekanacie Rozprza.